# RC Abidjan
Racing Club Abidjan w skrócie RC Abidjan – iworyjski klub piłkarski grający w iworyjskiej pierwszej lidze, mający siedzibę w mieście Abidżan.

## Sukcesy
- I liga[1]:
  - mistrzostwo (1): 2019/2020.

- II liga[2]:
  - mistrzostwo (1): 2017/2018.

## Występy w afrykańskich pucharach
| Sezon     | Rozgrywki           | Runda    | Kraj   | Klub        | Dom | Wyjazd | Dwumecz |
| --------- | ------------------- | -------- | ------ | ----------- | --- | ------ | ------- |
| 2020/2021 | Liga Mistrzów       | wstępna  | Togo   | ASKO Kara   | 1–0 | 1–2    | 2–2     |
| 2020/2021 | Liga Mistrzów       | 1        | Gwinea | Horoya AC   | 1–1 | 0–1    | 1–2     |
| 2020/2021 | Puchar Konfederacji | play-off | Egipt  | Pyramids FC | 0–2 | 0–2    | 0–4     |

## Stadion
Domowe mecze klub rozgrywa na stadionie o nazwie Stade Robert Champroux w Abidżanie, który może pomieścić 20 000 widzów.

## Reprezentanci kraju grający w klubie
Stan na styczeń 2023.
| - Ayayi Folly - Moïse Gbai - Jean Nguessan - Mohamed Sylla | - Seydou Traoré - Roland Zan Bi - Mohamed Baïlou |